# Новая Выгода
Новая Выгода (укр. Нова Вигода) — село на Украине, находится в Житомирском районе Житомирской области.
Код КОАТУУ — 1822082004. Население по переписи 2001 года составляет 91 человек. Почтовый индекс — 12404. Телефонный код — 412. Занимает площадь 0,396 км².

## Адрес местного совета
12403, Житомирская область, Житомирский р-н, с.Глубочица, ул.К.Маркса, 4